# Římskokatolická farnost Svatý Kopeček u Olomouce
Římskokatolická farnost Svatý Kopeček u Olomouce je jedno z územních společenství římských katolíků s farním kostelem Navštívení Panny Marie v olomouckém děkanátu olomoucké arcidiecéze.

## Historie farnosti
Od 1. 1. 1970 do 30. 6. 1971 působil ve farnosti jako administrátor P. ThLic. Vincenc Šalša (1916 – 1995) 

## Duchovní správci
Jde o poutní místo, kde působí premonstráti. Od prosince 2010 byl farářem P. Mgr. Bernard Petr Slaboch, OPraem. a od června 2019 byl po dobu nemoci faráře administrátorem dosavadní kaplan P. ICLic. Mgr. Stanislav Boguslaw Surma OPraem. 1. července 2020 byl pak ustanoven farářem P. Mgr. Adrián Pavel Zemek, OPraem.